# Dzibilchaltún

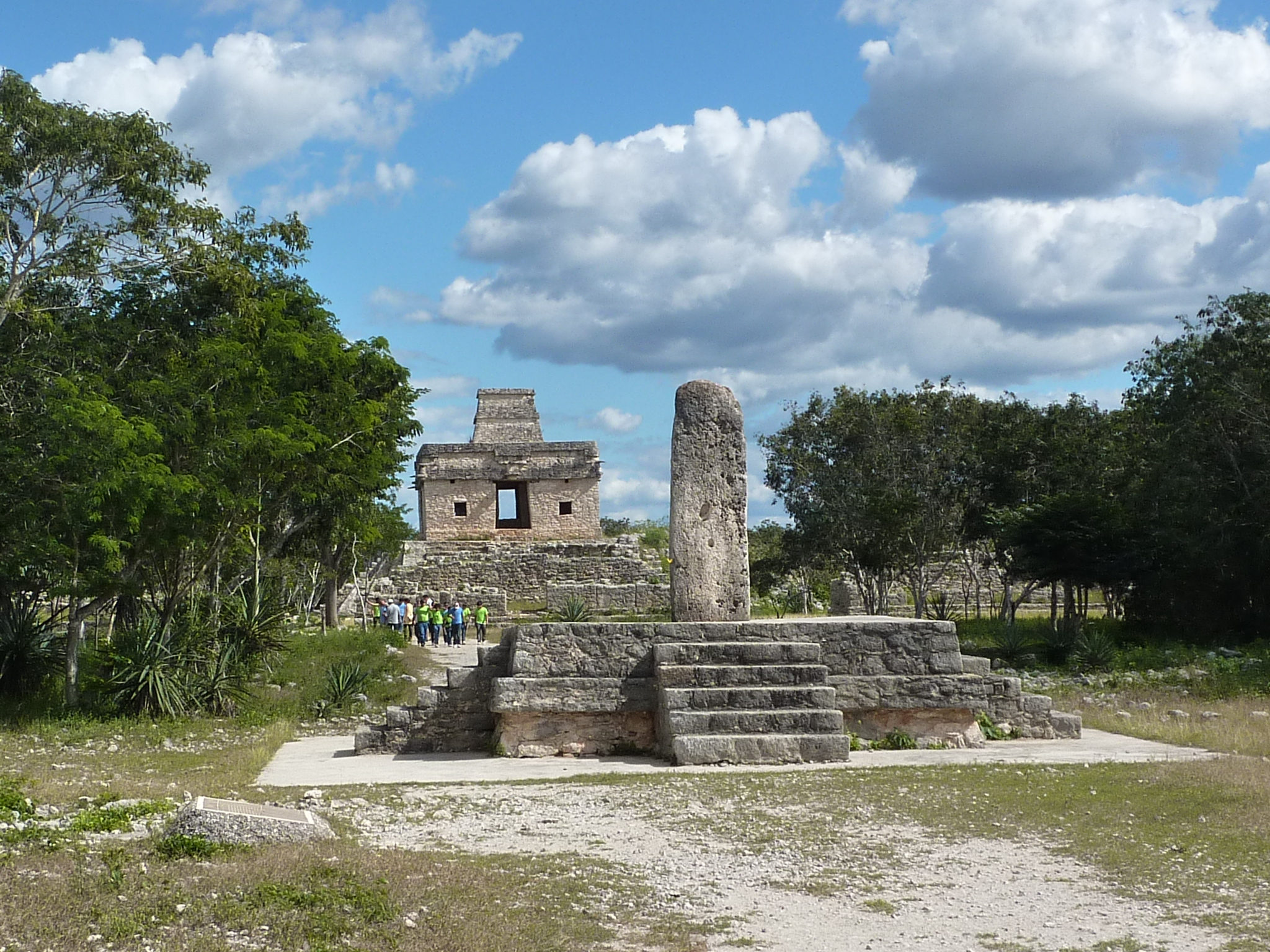
Dzibilchaltún – Tempel der 7 Puppen hinter Plattform mit Stele 12

Dzibilchaltún (Mayathan: Ort der flachen Steine; historisch: Ch'iy Chan Ti' Ho) ist eine Ruinenstätte der Maya im mexikanischen Bundesstaat Yucatán. Mit einer Fläche von 16 Quadratkilometern und etwa 8000 bei der Vermessung dokumentierten Gebäuden zählt die Stadt zu den größten archäologischen Fundplätzen im nördlichen Teil der Halbinsel Yucatán.

## Lage
Dzibilchaltún liegt in einer Höhe von ca. 9 m ü. d. M. etwa 23 km (Fahrtstrecke) nördlich von Mérida im Buschwald der Halbinsel Yucatán. Bis zur Hafenstadt Progreso an der karibischen Küste sind es weitere 20 km.

## Geschichte
Eine erste Besiedlung des Ortes kann für das 9. Jahrhundert v. u. Z. nachgewiesen werden. Jedoch stieg die Bevölkerungszahl erst um etwa 250 v. u. Z. signifikant an und erreichte mit ca. 40.000 Einwohnern zum Ende der klassischen Periode um 830 ihren Höhepunkt. Die meisten Inschriften zur Herrscherdynastie stammen aus dieser Zeit. Stele 9 aus dem Jahr 830 den Herrscher Kalom Pitsil Cha'ak, die Stele 10 sowie Stele 19 aus dem Jahr 840 nennen den Herrscher Kalomte' Uk'uw Ux Chan Chaak. Zwar gingen Bautätigkeit und Bevölkerungszahl zwischen dem 11. und 13. Jahrhundert wieder zurück, doch blieb der Ort bis in die Kolonialzeit hinein besiedelt, wie eine kleine in der Ruinenanlage stehende offene Kapelle unter Beweis stellt.

## Anlage

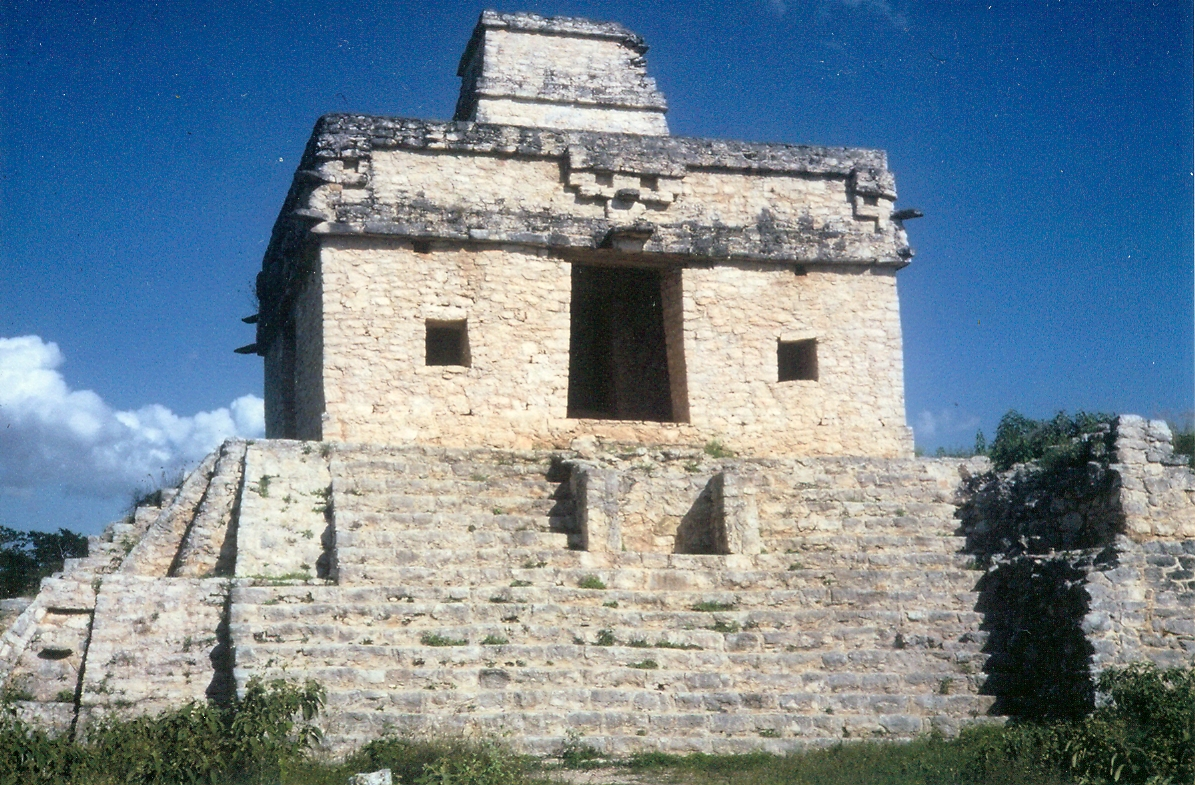
Tempel der 7 Puppen

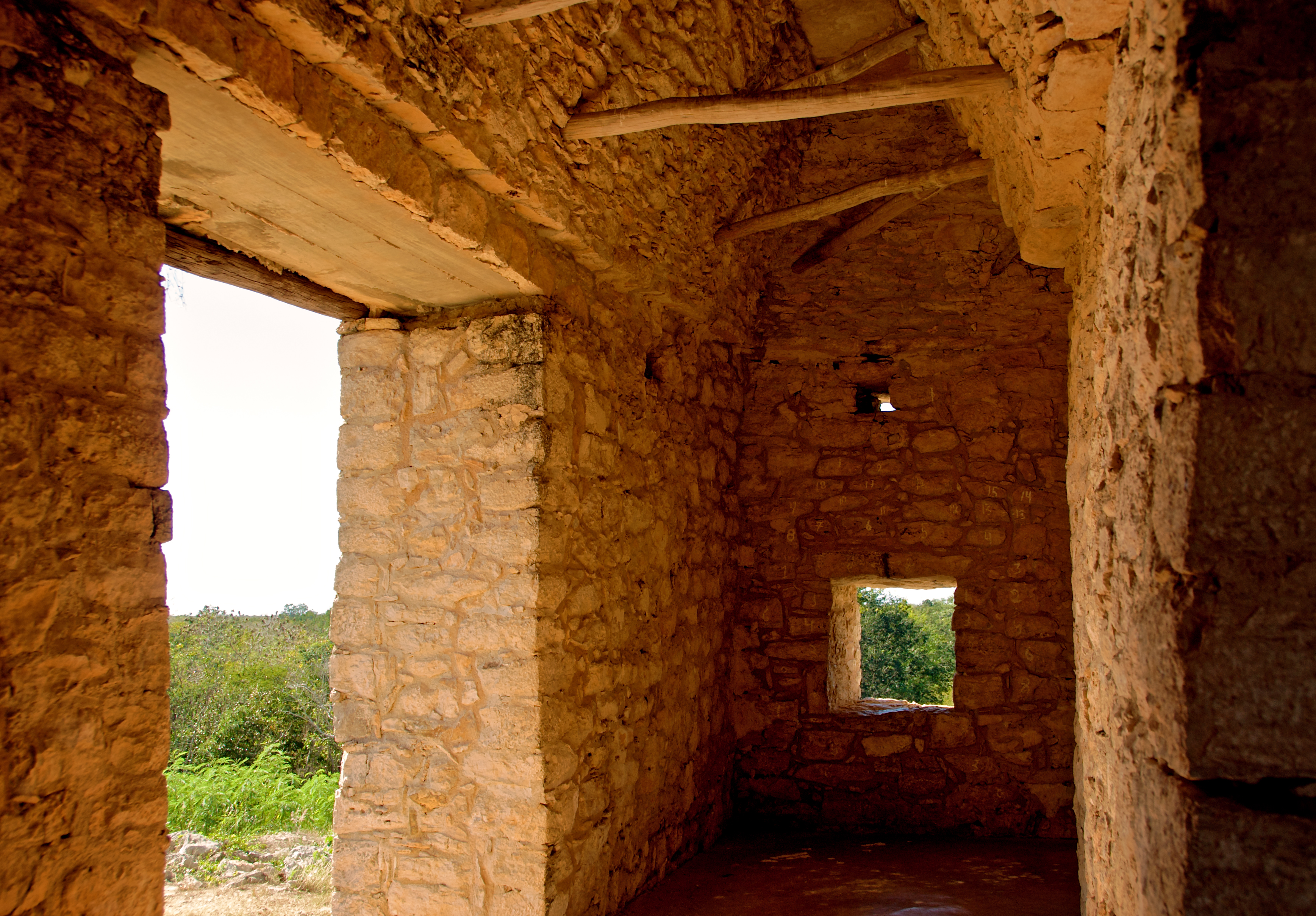
Vorraum bzw. Umgang des Tempels

Tempel der PuppenDer sogenannte 'Tempel der sieben Puppen' (Templo de las siete muñecas) ist das bedeutendste Bauwerk von Dzibilchaltún; er befindet sich am Ende einer Prozessionsstraße (Sacbé) und hat seinen Namen von sieben Tonfigürchen, die in seinem Innern gefunden wurden und heute im örtlichen Museum zu sehen sind. Der Bau mit seinem hausartigen, doppelgeschossigen Dachaufbau war vollständig unter einer späteren – aber schlecht erhaltenen – Überbauung verborgen, die bei seiner Freilegung im Jahre 1950 zur Gänze abgetragen wurde. Das auf der Spitze einer nicht sehr hohen Tempelpyramide befindliche Bauwerk zeigt am vorkragenden Dachgesims im Puuc-Stil steinerne Masken, die in ihrer einfachen geometrischen Bauweise und mit ihrer vorspringenden 'Nase' an spätere Masken des Regengottes Chaac erinnern. Wie spätere Tempel Yucatáns (Pyramide des Kukulcán u. a.) besteht der Tempel aus einer zentralen Cella und einem rechtwinkligen Umgang; beide sind von steinernen Kraggewölben bedeckt. Die hölzernen Verstrebungen verbessern die Stabilität der Gewölbe zwar nur geringfügig, dafür aber waren sie – bei Wohngebäuden – zum Aufhängen von Lebensmittelvorräten und Dingen des täglichen Bedarfs nützlich und wurden bei Tempeln und Palastbauten übernommen. Die Türstürze bestanden ursprünglich aus Holzbalken, die bei den Stabilisierungs- und Restaurierungsmaßnahmen durch Betonstürze ersetzt wurden. Der Bau hat astronomische Bezüge zur Tagundnachtgleiche und wurde deshalb auch schon als 'Observatorium' bezeichnet. Aufgrund seiner eher einfachen Formen wird das Bauwerk ins 6./7. Jahrhundert datiert.
StelenplattformenIn der Umgebung des Tempels finden sich drei Plattformen mit aufrecht stehenden, jedoch relieflosen Stelen – vielleicht waren sie ehemals mit Stuck überzogen und bemalt.
Struktur Nr. 36Über den Zweck des unweit der Kapelle befindlichen Bauwerks besteht Unklarheit – von einem steinernen Tempelaufsatz fehlt jegliche Spur; auch wurden keine Pfostenlöcher für einen hölzernen Tempelbau gefunden. Es könnte sich somit um eine sogenannte 'Zeremonialplattform' handeln, doch sind diese üblicherweise nicht so hoch.

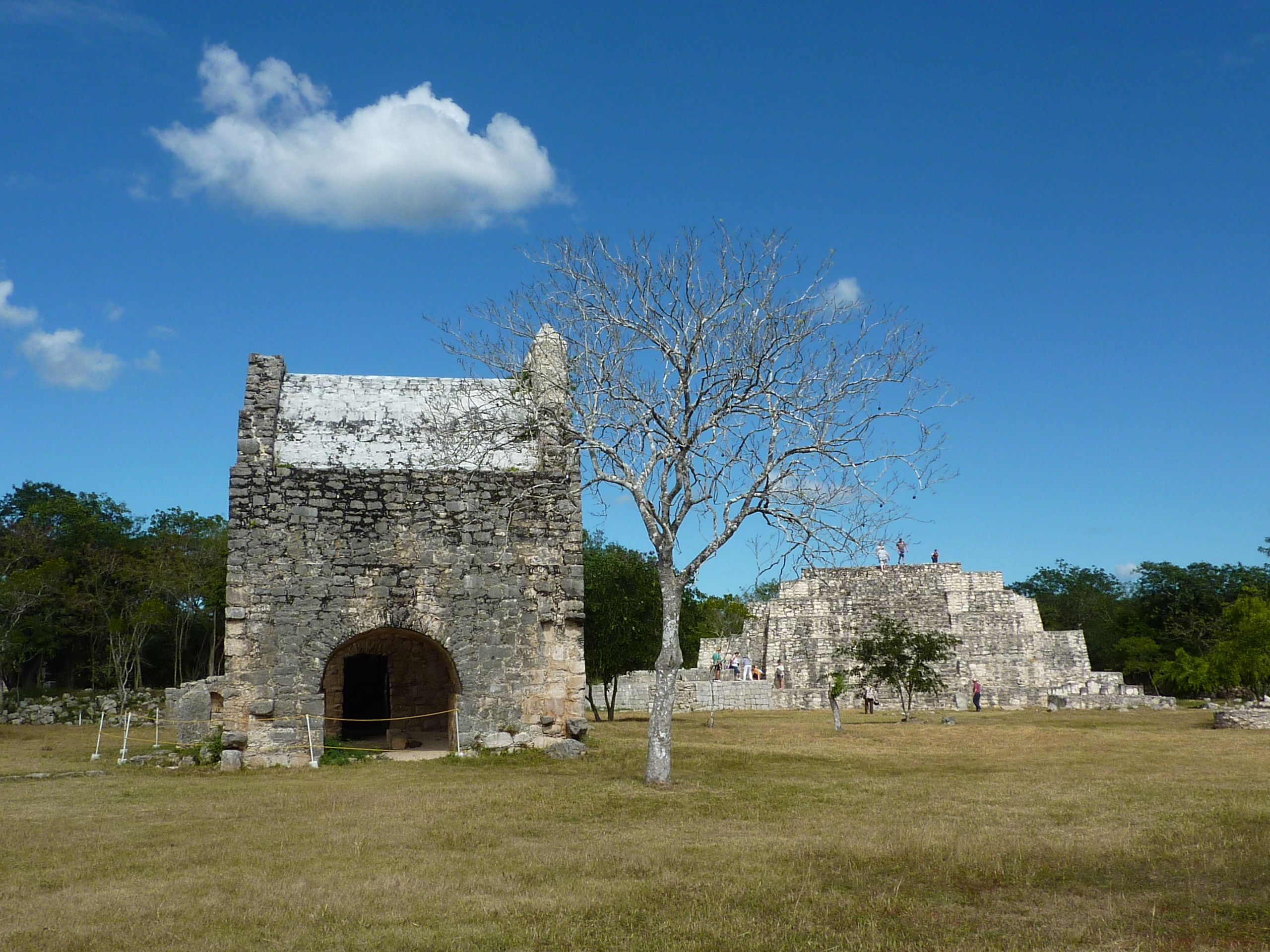
Kapelle und Struktur Nr. 36

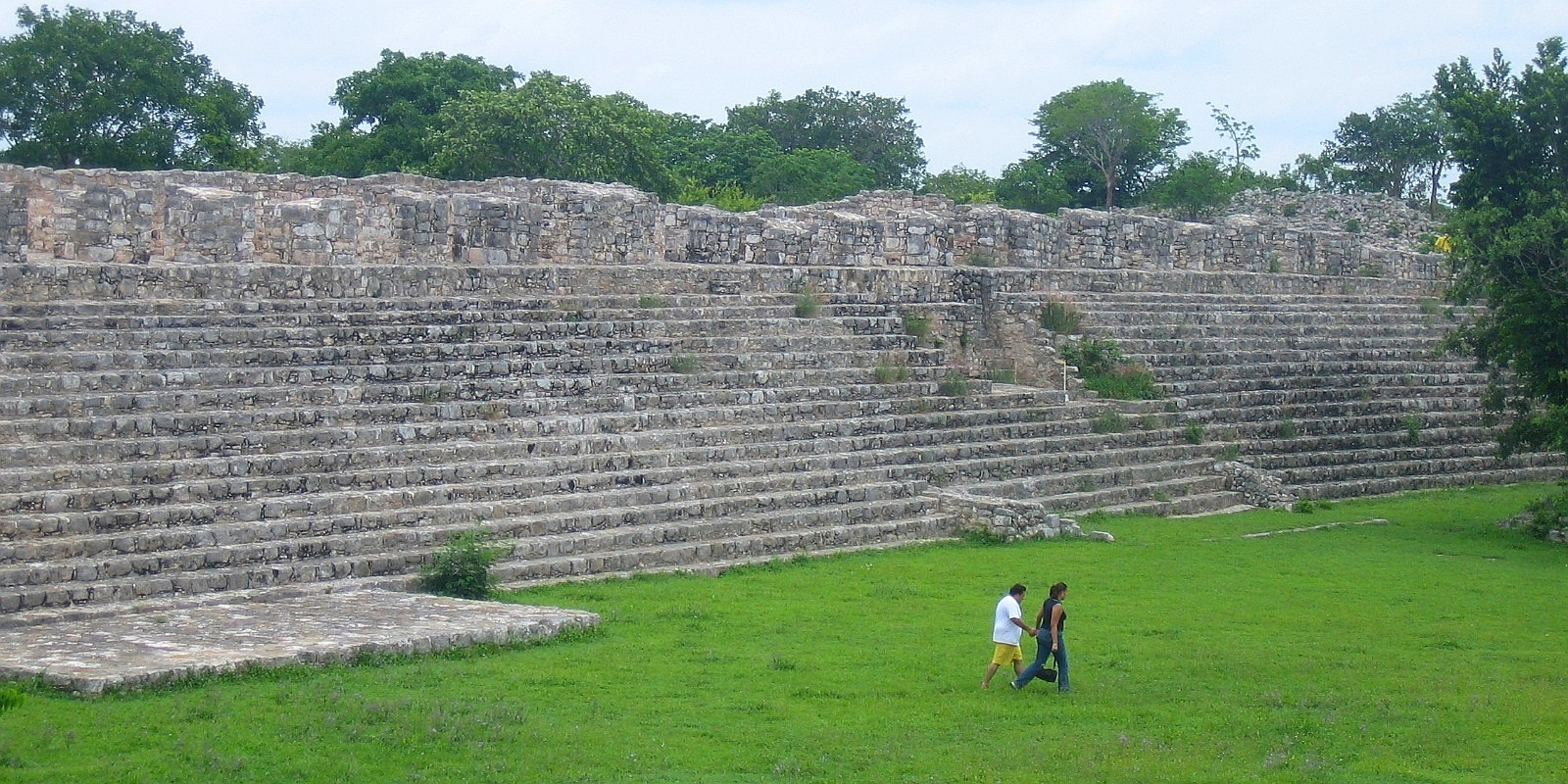
Struktur Nr. 44

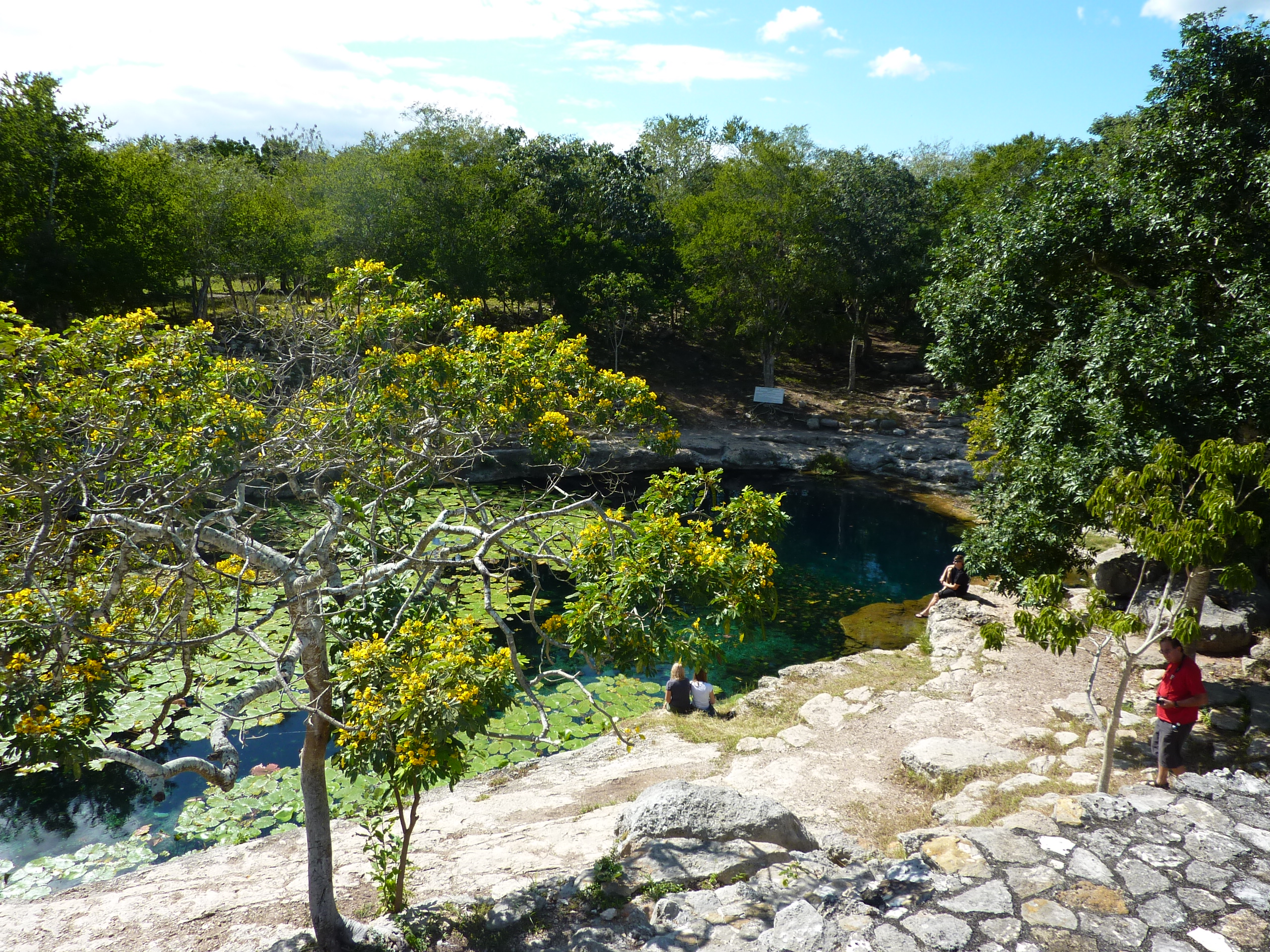
Cenote Xlakah

Offene Kapelle (capilla abierta)Die Spanier errichteten im 16. Jahrhundert eine offene Kapelle (capilla abierta) zur Bekehrung und religiösen Unterweisung der Indios, die es nicht gewohnt waren, den von den Priestern abgehaltenen Zeremonien innerhalb von geschlossenen Räumen beizuwohnen, und sich deshalb lange Zeit weigerten, Kirchen zu betreten. Vor der flachen inneren Rückwand des einfachen, gewölbten Baus mit kleinen Türmchen steht ein Altar – darüber befinden sich zwei Nischen. Der Bau ist durch einen Bogen auch auf der Südseite geöffnet. Von den vielen offenen Kapellen der frühen spanischen Kolonialzeit sind nur wenige erhalten geblieben (z. B. in Cuernavaca); die meisten wurden später abgerissen und durch Kirchenbauten ersetzt.
Struktur Nr. 44Südlich der Kapelle befindet sich ein von Mauern umgebener rechteckiger Platz, der manchmal als 'Amphitheater' bezeichnet wird. Die Mauern sind von Zinnen bekrönt, dennoch wird davon ausgegangen, dass zumindest die Grundmauern aus vorspanischer Zeit stammen.
CenoteDer ehemals für die Wasserversorgung der Maya-Stadt wichtige Cenote Xlakah ist teilweise von Seerosen bewachsen und wird heutzutage von vielen Touristen als Pool genutzt. Ähnlich wie in Chichén Itzá wurde der Cenote von den Mayas auch kultisch verehrt. Auf seinem Grund in etwa 44 m Tiefe wurden von Tauchern tausende von Keramikscherben etc. entdeckt.

## Museum
Das lokale Museum bietet eine Fülle von Stelen und anderen Fundstücken aus der Mayazeit. Daneben sind auch steinerne Zeugnisse (Grabplatten, Wappen etc.) aus der kolonialen Epoche ausgestellt.